# Zoosphäre
Die Zoosphäre bezeichnet die Gesamtheit des tierischen Lebens auf dem Planeten Erde. Neben der Phytosphäre bildet die Zoosphäre einen der beiden makroskopisch sichtbaren Bestandteile der globalen Biozönose – also der Biosphäre in ihrer Begriffsbedeutung nach Pierre Teilhard de Chardin.